# IS-3
El IS-3 fue un tanque pesado creado durante la Segunda Guerra Mundial, aunque no participó activamente. Se vio por primera vez en el desfile militar de la victoria del 7 de septiembre de 1945, causando un gran impacto y sorpresa en los aliados. Su nombre proviene del en ese entonces Secretario General del Partido Comunista de la Unión Soviética Iósif Stalin y el número 3 se debe a que es el tercero de la serie en ser producido.

## Historia de producción
La producción del IS-2 había dado comienzo cuando se prepararon nuevos desarrollos de tanques nuevos, entre ellos, el que terminaría siendo el IS-3. El General Nikolai Dujov, con un equipo de expertos, dirigió un proyecto con el nombre de Kirovets-1 con el fin de encontrar un tanque que pudiera resistir los impactos de los cañones alemanes 8,8 cm KwK 36.
Este proyecto tenía cambios radicales conforme al IS-2, como una distribución de la munición alrededor de las gruesas paredes de la torreta, lo cual ofrecía una gran protección en caso de impacto, así como una forma radicalmente nueva. El 28 de octubre se hizo una prueba donde el inyector de aceite falló y de nuevo se volvió a la mesa de trabajo. En noviembre se realizó una nueva prueba y el IS-3 no consiguió llegar a los 1.000 km sin fallos relevantes. Esto hizo que se dejara de lado el motor V-11 de 620 CV, ya que el esfuerzo sobre la transmisión era excesivo, y se volvió a uno de 520 CV. Finalmente entre el 18 y 24 de diciembre se concluyeron unas nuevas pruebas en la fábrica de Cheliábinsk, donde dio comienzo con la producción del IS-3 en 1945, paralelamente con el montaje del IS-2M.
Debido a diversos problemas causados por la producción prematura del tanque, no estuvo listo hasta el fin de la guerra en Europa, dejándose ver en el desfile del 7 de septiembre en Berlín, interviniendo 52 IS-2 del 2.º Ejército de Tanques de la Guardia.
La configuración del casco y la torreta tuvieron una gran influencia en los tanques soviéticos posteriores como el T-55, aunque también sirvió de inspiración para tanques occidentales como el Leopard I o el AMX-30 francés.
Entre 1948 y 1952 se puso en marcha un proyecto de modernización del IS-3, con el fin de eliminar sus defectos más importantes, en donde se reforzó el casco, se mejoraron los ejes motores y el soporte del motor. En 1951 cesó la fabricación del IS-3 con 2.311 ejemplares construidos hasta la fecha (otros libros citan 1.800 unidades).
La exportación del IS-3 parece haber sido escasa. Se enviaron a Polonia dos unidades para su familiarización y entrenamiento. A Checoslovaquia se envió una unidad. A Corea del Norte se enviaron dos regimientos después del final de la guerra de Corea. A Egipto se le vendieron 100 IS-3 a finales de 1950, pero la mayoría de los IS-3 e IS-3M se entregaron entre 1962 y 1967.

## Diseño
El IS-3 fue una revolución de diseño. Con el aumento de 0,5 t consiguió ser más bajo que el IS-2 y estar bastante mejor protegido. Lo más revolucionario de todo su diseño era su frontal y su torreta, en donde predominan los ángulos abruptos. El frontal del casco termina en cuña, favoreciendo que los proyectiles reboten hacia los lados y no hacia el propio tanque. Su torreta, hecha mediante moldeado, tiene una forma redonda ofreciendo un alto grado de protección para los estándares de la época.

### Potencia de fuego

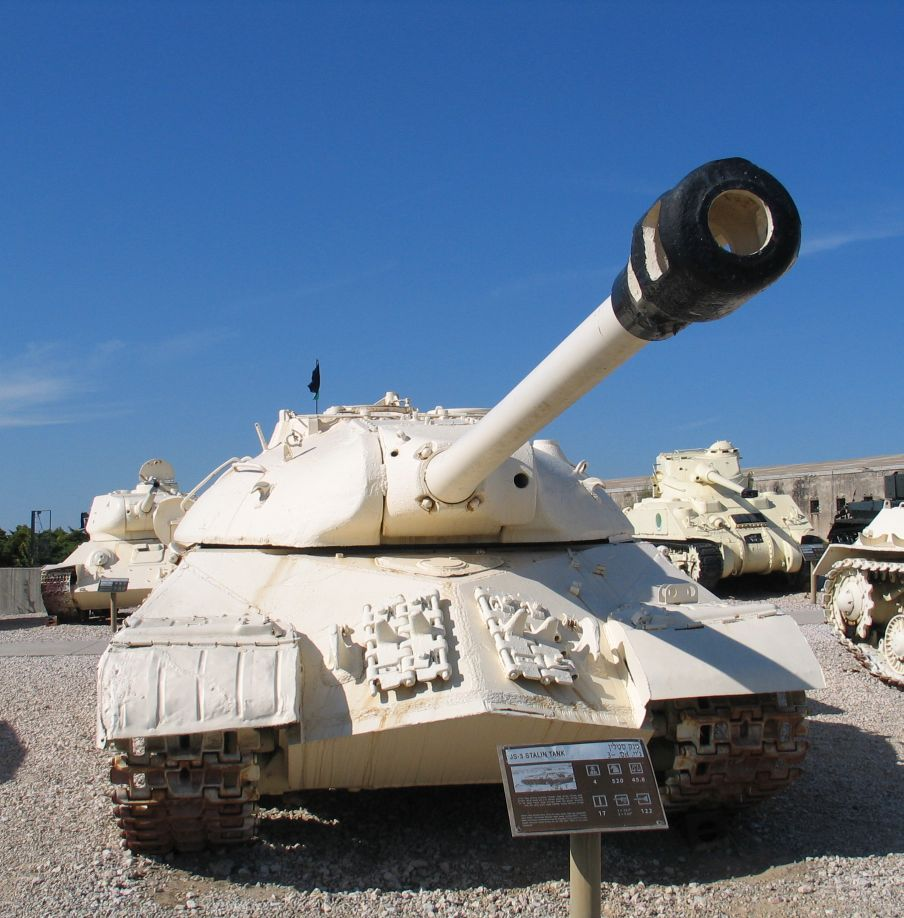
Un IS-3 egipcio capturado por Israel.

El IS-3 portaba el poderoso cañón de ánima rayada D-25T de 122 mm con una velocidad inicial de 780-800 m/s, el cual había sido empleado en el tanque IS-2. La velocidad inicial de los proyectiles del IS-3 estaban por debajo de la mayoría de alemanes, pero debemos contemplar que hay 2 factores fundamentales en cuanto a la penetración: la velocidad del proyectil y su masa. Debido al gran calibre usado por el IS-3 (122 mm frente a los 88 mm y 75 mm que eran los más comunes en el ejército alemán, le permitía una potencia considerable que oscilaba entre el 88 mm L56 y el 88 mm L71. La gran masa de los proyectiles de 122 mm conseguían una energía cinética de 820 mientras que los 88 mm llegaban hasta 520. La relación entre estos valores y la velocidad inicial dan el resultado de la penetración.
El peso de la munición del D-25T rondaba los 25 kg, algo muy importante a la hora de disparar munición rompedora a puntos no protegidos, lo cual permitía una mayor efectividad que calibres más pequeños. Sin embargo, el gran calibre junto con la pequeña torreta del IS-3 (en cuanto al espacio interior), hizo que el número de proyectiles máximo fuera de 28 como el IS-2. Por otra parte, se empleaba munición dividida (proyectil y carga propulsora), por lo que la cadencia se veía muy afectada, hasta el punto de que habitualmente se hacían 2-3 disparos por minuto y hasta un máximo de 6 con tripulaciones muy entrenadas, mientras que un T-34/85 estaba sobre 6-8 disparos en el mismo tiempo y un Tiger II hasta 10.
A menudo se ha criticado la poca munición transportada por el tanque, pero informes soviéticos acerca de su hermano, el IS-2, indicaban que 28 proyectiles eran suficientes para toda una ofensiva, aunque en los combates urbanos de Berlín se llegaban a usar hasta tres veces la cantidad de munición del tanque.
A continuación se muestran una tabla de penetraciones del cañón D-25T para las dos proyectiles principales, el AP y el APBC (proyectiles BR-471 y BR471B respectivamente). En ambos casos se comparan las penetraciones a 0° y a 60° respecto a la vertical, aunque normalmente se empleaban 30° en vez de 60° en las tablas alemanes, mientras que los soviéticos consideraban las inclinaciones a 0° y 60° más convenientes para sus estimaciones.
| Munición   | Ángulo | Penetración del proyectil (en mm) | Penetración del proyectil (en mm) | Penetración del proyectil (en mm) | Penetración del proyectil (en mm) |
| Munición   | Ángulo | a 500 m                           | a 1000 m                          | a 1500 m                          | a 2000 m                          |
| ---------- | ------ | --------------------------------- | --------------------------------- | --------------------------------- | --------------------------------- |
| D-25T AP   | a 0°   | 152                               | 142                               | 133                               | 122                               |
| D-25T AP   | a 60°  | 122                               | 115                               | 107                               | 97                                |
| D-25T APBC | a 0°   | 155                               | 143                               | 132                               | 116                               |
| D-25T APBC | a 60°  | 125                               | 120                               | 110                               | 100                               |

Como ya hemos dicho, el peso de los proyectiles influye mucho en su potencia. La inclinación de los blindajes puede hacer que un proyectil rebote literalmente o simplemente que la penetración sea más baja, por lo que a mayor masa, menor probabilidad de rebote. Por esto mismo, el proyectil de 122 mm y 25 kg era menos propenso al rebote en comparación con los proyectiles de 75 mm y 88 mm utilizados por los alemanes.
En cuanto a precisión, el IS-3 no contaba con una cúpula para el comandante, pero tenía un periscopio con buena visibilidad. El cañón en sí era de buena calidad. Tendía a desviarse del eje vertical hasta un máximo de 170 mm y en el horizontal hasta 270 mm, lo que a priori puede parecer mucho, era sin duda una precisión a la altura de los mejores cañones de la época. Insistimos en que el peso de su munición también ayudaba a ello.
Las miras ópticas del IS-3 eran excelentes. Para 1944, las miras ópticas soviéticas habían mejorado mucho y habían desaparecido los problemas de burbujas.
Los entusiastas de los tanques tienen muy en cuenta la penetración del blindaje, mientras que los expertos en la materia aseguran que en una guerra se disparan más proyectiles rompedores que perforantes. En este caso, el IS-3 era un arma muy eficaz, pues el gran calibre de su cañón era ideal para hacer las funciones de artillería de apoyo, como los cañones de asalto y cazacarros SU-122 o el ISU-122. Este último basado en el chasis del IS-2 y el primero en el del T-34. En comparación con el cañón de 88 mm, el D-25T era 1,4 veces superior como artillería autopropulsada.
El armamento secundario del IS-3 no siguió la estela de su predecesor, eliminando 2 ametralladoras y manteniendo tan sólo una DT de 7,62 mm junto con la DShK de 12,7 mm antiaérea.
El IS-3 portaba 28 proyectiles en total, de los cuales 18 proyectiles eran rompedores y 10 antiblindaje (AP), ambos con sus respectivas cargas propulsoras. Los proyectiles AP estaban pintados de negro y los rompedores de gris-acero. La munición de las ametralladoras estaba compuesta por 945 cartuchos en 15 cargadores independientes, con 5 cintas de 50 cartuchos cada una en cajas diferentes.

### Protección

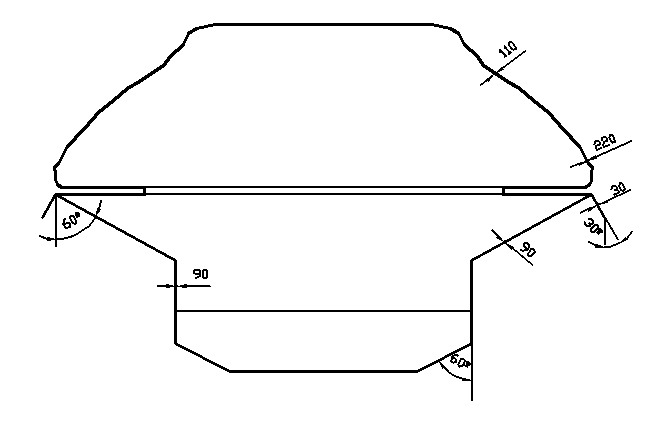
Esquema con los distintos grosores de blindaje del IS-3.

El IS-2 había demostrado que estaba bien protegido, pero a pesar de todo, se buscaba encontrar una protección que resistiese los proyectiles alemanes de 88 mm. Para ello se evaluaron las partes más vulnerables del tanque, donde la torreta era la principal zona impactada. Por esta razón, se hizo una torreta redonda, permitiendo un buen ángulo y poniendo blindaje de 220 mm de espesor en mitad de la torreta hacia abajo y de 110 mm de espesor de la mitad hacia arriba. La diferencia de blindaje tiene su motivo. Poniendo abajo más peso, se ancla mejor la torreta y es más difícil que salte del tanque al recibir un impacto (como le pasó a un Panther en unas pruebas en Kubinka en unas pruebas del cañón D-25T). Además, dado que la torreta no era totalmente recta, el ángulo de impacto variaba y así como va subiendo, hay más ángulo y por lo tanto se necesita menos acero para una protección similar.

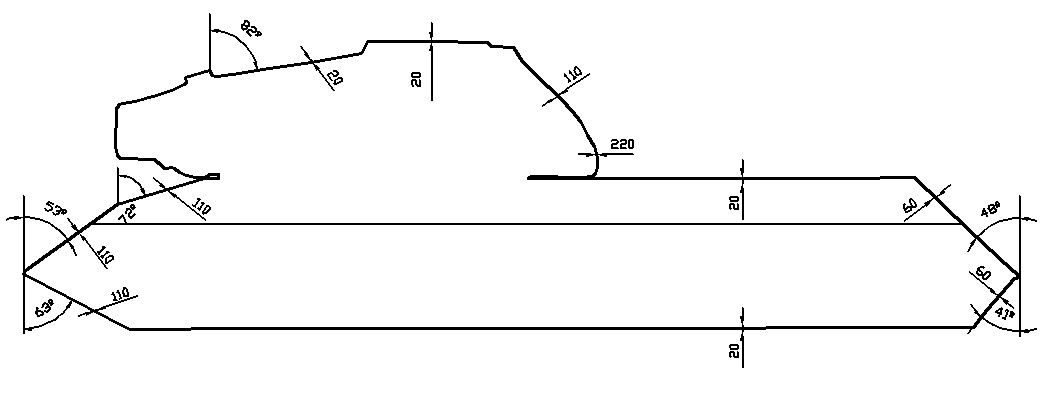
Esquema con los distintos grosores de blindaje del IS-3.

La segunda parte más impactada de los tanques era su casco. En vez del moldeado, se optó por el laminado dado que era más fácil de producir para los cascos. En el IS-3 se optó por poner blindaje de 110 mm de espesor en el frontal, la parte superior con un gran ángulo, mientras la parte delantera estaba a 60° de la vertical. Su forma era muy peculiar, pues su acabado nos recordaba a la proa de un barco, algo totalmente inusual en los tanques.
La parte trasera se protegió con 60 mm, al igual que en el IS-2, mientras que en la parte superior del casco se protegió ligeramente con 20 mm. Esto último permitía no sobrepasar el peso y sobrecargar la suspensión entre otros posibles problemas.

### Movilidad
La movilidad del IS-3 era similar al del su antecesor, el IS-2, en términos de la relación potencia/peso, siendo de 11,18 CV/t frente a los 11,30 CV/t del IS-2. Sin embargo, sus defectos de diseño, sobre todo los referentes a su nuevo motor, el V-11-IS-3, y a la caja de cambios, lo condenaron a sufrir problemas en su juventud. En 1946 se habilitó un programa de modernización para detectar y corregir los errores del IS-3.
A pesar de la modernización, el concepto del tanque pesado comenzó a quedarse obsoleto en favor de los tanques principales de batalla, como el T-55, donde la movilidad y agilidad de estos superaba con creces la de los tanques pesados. El no poder aumentar la relación potencia/peso del IS-3 conllevó a que fuese quedando desfasado por los tanques principales de batalla y que se dejaran de producir y/o proyectar cada vez menos.
En la década de 1950 se modernizó el IS-3, donde unas de sus mejoras fue la sustitución de su motor V-11-IS-3 por el V-54K-IS que daba 520 CV a 2000 r. p. m. en vez de las 2200 en el modelo anterior. Este cambio mejoró notablemente el rendimiento del IS-3 puesto que muchos de los problemas relacionados con el motor se resolvieron.

## Empleo en combate
El debate sobre si entró o no en algún combate durante la Segunda Guerra Mundial está bastante claro para los historiadores actuales, estando de acuerdo en que el IS-3 no participó en el teatro de operaciones europeo, en tanto sólo fue observado en el desfile de la victoria del 7 de septiembre de 1945. Sin embargo, algunas fuentes afirman que participó en la campaña contra el Imperio de Japón en Manchuria, aunque existen también opiniones contrarias.
La participación de los IS-3 en un enfrentamiento real en el bando soviético, se remonta a 1956 en Hungría, donde algunos fueron perdidos en los disturbios.
El 23 de julio de 1956, los primeros IS-3 entregados a Egipto, fueron presentados en El Cairo el Día de la Independencia.
El 5 de junio de 1967, el Estado de Israel lanzó una ofensiva sobre la península del Sinaí en el marco de la denominada guerra de los Seis Días. Los israelíes operaban tanques M48A2 equipados con cañones rápidos de 90 mm, junto con Centurion MK5 y MK7 con cañones de 105 mm además de Sherman mejorados con cañones de 105 mm. El material egipcio se constituía por tanques T-34/85, T-54, T-55 e IS-3. La 125.ª Brigada Blindada defendió Kuntilla operando 60 IS-3.
El resultado de la contienda fue la victoria israelí, encontrándose las razones en las deficiencias del entrenamiento de los egipcios y la superioridad del material israelí, más avanzado que el de su contraparte (es importante observar que los M48 israelíes tenían cañones con estabilizador, entre otras mejoras tecnológicas). Los IS-3 dañaron algunos M48, pero su baja cadencia en comparación a tanques más avanzados y ágiles condicionaron seriamente las posibilidades de los egipcios.
Egipto perdió un total de 73 unidades entre IS-3 e IS-3M, en tanto Israel capturó algunos IS-3 en perfectas condiciones. 
En 1973 sólo había un regimiento pesado de IS-3, pero existen registros sobre su participación en la guerra de 1973.

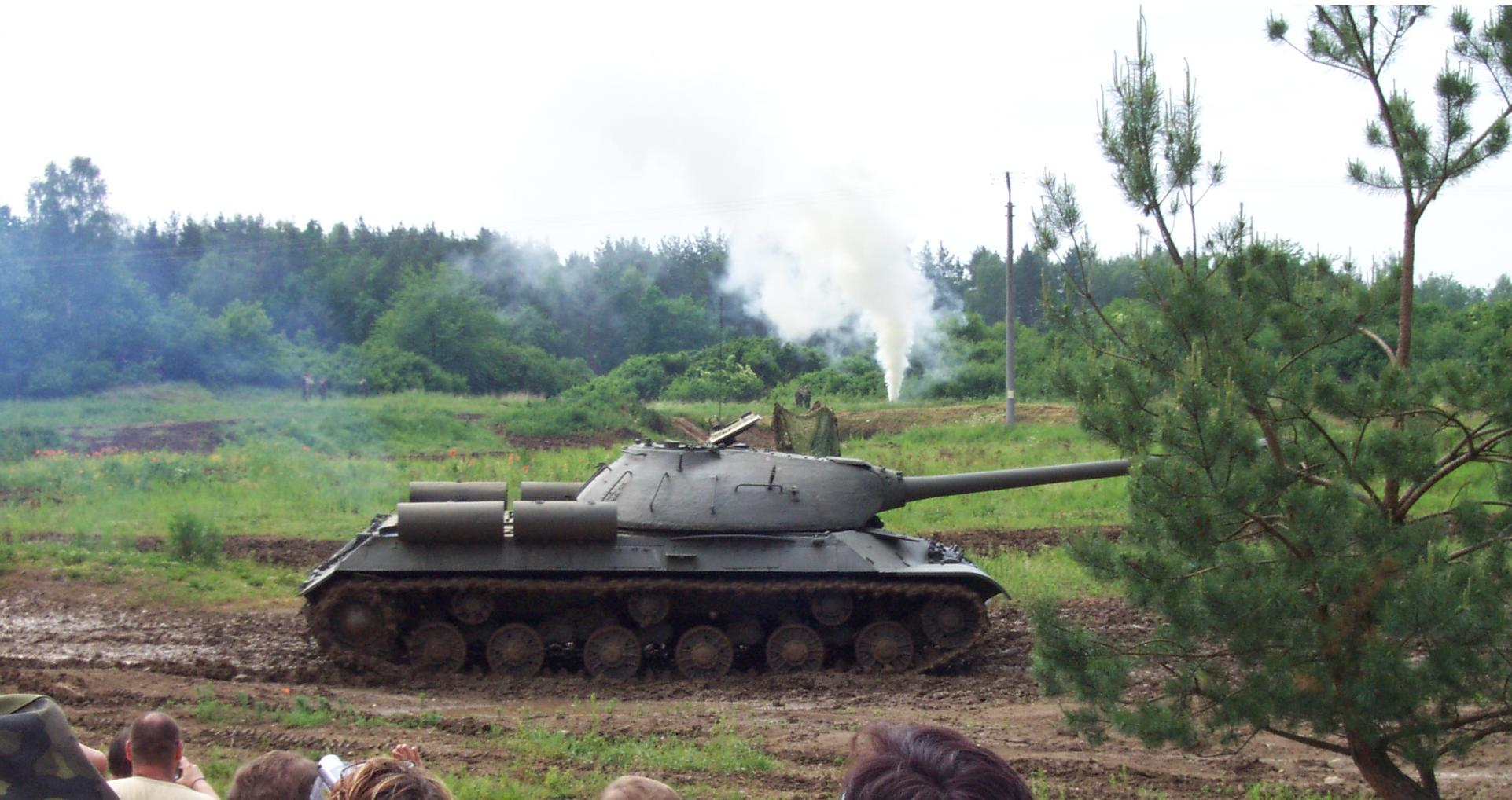
IS-3 durante una demostración.